# 国立法官学校
国立法官学校（École nationale de la magistrature (ENM)；法國司法官學院；法國國立司法官學院；國立司法官學院）是法国国家培训法官的专门学校，位于波尔多，法国每个法官在任职前8年内，每年必须有15天时间在该法官学校受训。